# Вулиця Миколи Вінграновського (Київ)
Ву́лиця Мико́ли Вінграно́вського — вулиця в Дарницькому районі міста Києва, місцевість Рембаза. Пролягає від вулиці Миколи Хвильового до Поліської вулиці.
Вулиця сполучає місцевість Рембаза із парком Партизанської Слави.

## Історія
Вулиця виникла на початку 2010-х років під проектною назвою Проектна 2. Сучасна назва — з 2012 року, на честь українського письменника Миколи Вінграновського.